# سیلویا گارسیا
سیلویا رودریگز گارسیا (زاده ۶ سپتامبر ۱۹۵۰) یک وکیل و سیاستمدار آمریکایی است که از سال ۲۰۱۹ به عنوان نماینده ایالات متحده برای منطقه بیست و نهم کنگره تگزاس خدمت می‌کند. ناحیه او بخش زیادی از شرق هیوستون را پوشش می‌دهد. او که یکی از اعضای حزب دموکرات بود، قبلاً نماینده ناحیه ۶ در سنای تگزاس بود.
سیلویا رودریگز گارسیا در سن دیگو، تگزاس به دنیا آمد، و در پالیتو بلانکو در بخش غربی مرکز جیم ولز، دختر لوئیس و آنتونیا رودریگز گارسیا بزرگ شد. او هشتمین فرزند از ده فرزند است. خانواده او آمریکایی مکزیکی هستند.